# تان لیانگده
تان لیانگده (انگلیسی: Tan Liangde؛ زادهٔ ۱۴ ژوئیهٔ ۱۹۶۵) ورزشکار شیرجه اهل چین است.
وی در مسابقات کشوری و بین‌المللی در مجموع برندهٔ ۵ مدال طلا، ۶ مدال نقره شده‌است.